# Stadion Centralny w Bucharze
Stadion Centralny – wielofunkcyjny stadion w Bucharze, w Uzbekistanie. Został otwarty w 2002 roku. Swoje mecze rozgrywa na nim drużyna FK Buchara. Obiekt może pomieścić 22 700 widzów.